# Яп ван Діссель
Яп Таміно ван Діссель (нід. Jaap Tamino van Dissel, 29 квітня 1957, Амстердам) — нідерландський лікар-інфекціоніст і вірусолог. Ван Діссель є директором Центру контролю за інфекційними захворюваннями Нідерландського національного інституту громадського здоров'я та навколишнього середовища (RIVM). Він також є професором Лейденського університету зі спеціалізацією з внутрішньої медицини, зокрема інфекційних захворювань.

## Біографія
Яп ван Діссель народився 29 квітня 1957 року в Амстердамі. Він отримав ступінь доктора в Лейденському університеті в 1987 році, захистивши дисертацію під назвою: «Дивергентна бактерицидна активність резидентних і активованих макрофагів для Salmonella typhimurium і Listeria monocytogenes». У 2000 році він став професором внутрішньої медицини, зокрема інфекційних захворювань, у Лейденському університеті. У 2013 році він змінив Роеля Коутіньо на посаді керівника Центру контролю за інфекційними захворюваннями.

## Пандемія COVID-19
У 2020 році ван Діссель став добре відомий як голова Команди боротьби зі спалахом хвороби, позапартійного комітету, який відповідає за консультування третього кабінету Рютте щодо запровадження заходів для боротьби з поширенням COVID-19 у Нідерландах. Його критикували колеги та закордонні представники на відповідних посадах, як це зробив його американський колега Ентоні Фаучі після того, як ван Діссель порадив не використовувати тканинні маски для обличчя. У той час ван Діссель побоювався, що його співгромадяни можуть вважати носіння тканинних масок єдиним і, здавалося б, достатнім заходом і ігнорувати всі інші заходи гігієни.
6 травня 2021 року було оголошено, що 31 травня 2021 року ван Діссель отримає медаль Академії Королівської академії мистецтв і наук Нідерландів за його роботу науковим консультантом під час пандемії COVID-19.